# خطر طبيعي

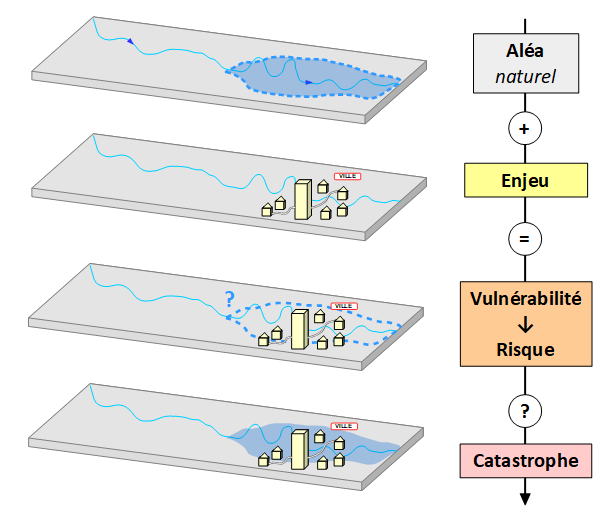

الخطر الطبيعي ظاهرة طبيعية قد يكون لها تأثير سلبي على البشر أو البيئة. يمكن تصنيف الظواهر الخطرة الطبيعية إلى فئتين رئيستين: الجيوفيزيائية والبيولوجية. تشمل المخاطر الجيوفيزيائية الجيولوجية.
من الأمثلة على التمييز بين المخاطر والكوارث الطبيعية أن زلزال سان فرانسيسكو في عام 1906 كان كارثة، في حين يشكل العيش على الفالق خطرًا. يمكن أن تسبب العمليات البشرية (مثل التغيير في استخدام الأراضي، والصرف الصحي، والبناء) بعض المخاطر الطبيعية أو أن تؤثر بها.

## المخاطر الجيولوجية

### الانهيار الثلجي
يحدث الانهيار الثلجي (التيهور) عندما تنزلق كتلة ثلجية كبيرة (أو صخرة) لأسفل سفح الجبل. يعد الانهيار الثلجي مثالًا على تيار الجاذبية المتكون من مادة حبيبية. في الانهيار الثلجي، تسقط -أو تنزلق- الكثير من المواد أو المخاليط من أنواع مختلفة من المواد بسرعة تحت قوة الجاذبية. غالبًا ما تُصنف الانهيارات الثلجية حسب حجم العواقب الناتجة عن الظاهرة أو حسب شدتها.

### الزلزال
قد تظهر الأمواج الزلزالية على سطح الأرض، والزلازل مع اهتزاز أو إزاحة الأرض، فعندما يحدث الزلزال في قاع البحر، يمكن أن تؤدي إزاحة الماء الناتج في بعض الأحيان إلى حدوث تسونامي. تقع معظم الزلازل في العالم (90% و81% من أكبرها) في منطقة على شكل حدوة يبلغ طولها 40,000 كم تسمى الحزام الزلزالي المحيط بمنطقة المحيط الهادئ، المعروف أيضًا باسم منطقة الحزام الناري في المحيط الهادئ، والتي تحد صفيحة المحيط الهادئ بمعظمها. تحدث العديد من الزلازل كل يوم، قليل منها كبير بما يكفي لإحداث ضرر جسيم.

### تآكل الساحل
تآكل الساحل هو عملية فيزيائية تتحول وتتغير بها الخطوط الساحلية في المناطق الساحلية حول العالم، في المقام الأول استجابةً للأمواج والتيارات التي يمكن أن تتأثر بالمد والجزر والمد العاصفي. يمكن أن ينتج التآكل الساحلي عن عمليات طويلة الأجل (انظر أيضًا تطور الشواطئ)، وعن الظواهر العرضية مثل الأعاصير الاستوائية أو غيرها من ظواهر العواصف الشديدة.

### اللاهار (الانهيارات الطينية البركانية)
اللاهار نوع من الظواهر الطبيعية المرتبطة ارتباطًا وثيقًا بالثوران البركاني، ويشتمل على كمية كبيرة من المواد التي تنشأ من ثوران بركان جليدي، بما في ذلك الطين من الجليد الذائب، والصخور، والرماد الذي ينزلق على جانب البركان بوتيرة سريعة. يمكن أن تدمر هذه التدفقات بلدات بأكملها في ثوانٍ، وأن تقتل آلاف الأشخاص، وتشكل بازلت الفيضانات. وهذا يعتمد على الظواهر الطبيعية.

### الانهيار الأرضي
الانهيار الأرضي هو إزاحة كتلة من الرواسب، وعادةً ما يكون نزولًا إلى منحدر. يمكن أن يسبب الضغط سحب الأجسام الطبيعية إلى أسفل التل الهابط.

### البالوعة
البالوعة هبوط موضعي في تضاريس السطح، وعادةً ما يكون سببها انهيار هيكل جوفي مثل الكهف. على الرغم من أن البالوعات الكبيرة التي تنمو فجأة في المناطق المأهولة بالسكان نادرة، لكنها يمكن أن تؤدي إلى انهيار المباني وغيرها من الهياكل.

### الثوران البركاني
الثوران البركاني هو النقطة التي ينشط فيها البركان ويطلق قوته، وتأتي ثورات البركان في أشكال عديدة. تتراوح بين الثورات الصغيرة اليومية التي تحدث في أماكن مثل كيلاويا في هاواي، إلى الثورات فائقة الضخامة (إذ يقذف البركان ما لا يقل عن 1000 كيلومتر مكعب من المواد) من البراكين الهائلة مثل بحيرة تاوبو (منذ 26,500 سنةً) وكالديرا يلوستون. وفقًا لنظرية كارثة توبا، قبل 70 إلى 75 ألف عام، أدت ظاهرة البركان الهائل في بحيرة تاوبو إلى انخفاض عدد البشر إلى 10,000 أو حتى 1000 من أزواج التكاثر، ما خلق مأزقًا في التطور البشري. تشكل بعض الثورات تدفقات بركانية فتاتية، وهي سحب من الرماد والبخار ذات درجة حرارة عالية يمكنها الانتقال إلى أسفل الجبال بسرعة تتجاوز الطائرة.